# 石橋貴明のたいむとんねる
『石橋貴明のたいむとんねる』（いしばしたかあきのたいむとんねる）は、フジテレビ系列で2018年4月16日から2020年3月23日まで毎週月曜日 23:00 - 23:40（『COOL TV』枠、JST）に放送されていたトークバラエティ番組。全92回。とんねるず・石橋貴明の冠番組。

## 概要
とんねるずの石橋貴明のMCによるトーク番組（2018年度のみミッツ・マングローブもMCを担当）。
「大人のノスタルジーを刺激するトーク番組」を番組コンセプトに、アイドルやテレビ、歌謡曲、漫画、菓子、野球などのさまざまなテーマに関して、「ちょっと前の話」としてゲストとともに盛り上げるといったトークバラエティ番組である。2019年4月以降はミッツが降板し、番組内容も言われてみれば気になるコトを勝手に語りついだり、勝手に掘ってみたりするといった趣旨に変わっている。
石橋にとっては、2018年3月22日をもって前身番組『とんねるずのみなさんのおかげです』『ラスタとんねるず'94』『とんねるずの本汁でしょう!!』を含めて通算29年の歴史に幕を下ろした『とんねるずのみなさんのおかげでした』に代わる番組となる。また、石橋が単独で同局のレギュラー番組を担当するのは『第四学区』（1999年4月 - 9月、2000年4月 - 9月）以来約18年ぶりとなる。
なおこの番組の放送が開始された背景にはフジテレビの視聴率低迷により他の出演者をキャスティングすることができなかったということがある。
2020年3月23日をもって、2年・通算放送回数92回の歴史に幕を下ろした。同年4月以降、石橋出演のバラエティ枠は火曜深夜帯へ移り、新番組として『石橋、薪を焚べる』が放送開始されたが、関東ローカルのため、石橋が出演する全国ネットの番組は当番組が最後になった。

## 出演者
- MC
  - 石橋貴明（とんねるず）
- アシスタント
  - 永尾亜子（2019年4月8日、5月6日）
  - 杉原千尋（2019年4月15日、5月27日、6月17日・24日、7月8日・22日・29日、8月5日・26日、9月2日・23日、10月21日・28日、11月18日・25日、12月2日・16日・23日、2020年1月6日・13日・20日・27日・2月3日・10日、3月9日・16日・23日）
  - 久代萌美（2019年4月22日）
  - 海老原優香（2019年4月29日、5月20日、6月3日・10日、7月15日、8月12日・19日、9月9日・16日、10月7日・15日、11月4日・11日、12月9日、2020年2月17日・24日）
  - 久慈暁子（2019年5月13日）
  - 伊藤利尋（2020年2月10日）

フジテレビの若手や中堅（週によっては、新人やベテラン等になる場合にもある。）女性アナウンサーが週替わりで1〜数人出演。

- ゲスト
  - 毎回異なる芸能人1〜数人（1〜数組）出演。

### 過去の出演者
- MC
  - ミッツ・マングローブ（2018年4月16日 - 2019年3月18日）
- アシスタント（番組上では「ウェイトレス」名義）
  - 週替わり出演（後述）。

## シリーズ・コーナー
こつぶとんねる
昔に人気だった物や流行していた事、さらにそれが今はどうなっているのかなど、「ちょっと気になる懐かしいアレコレ」を番組が検証するコーナー。第4回よりスタートした。
髙嶋政宏の変態グルメの世界
番組初のロケ企画。髙嶋政宏（通称アニ）に連れられてお店をはしご。第13回よりスタートし季節ごとに放送されている。
千鳥と○○
千鳥と東京の様々な場所で若手芸人などと行う企画。第20回よりスタート。第2弾も放送。
世代をこえて盛り上がる! ささるカラオケ
歌うことが大好きな3人のゲスト、20代から50代まで幅広く世代が違うMCを含めた5人の出演者同士が特定の一人に向けて、その心に強く“ささる”（＝グッとくる）であろう楽曲を予想してカラオケを歌い、実際に“ささった”場合はゴージャスな照明の中でその楽曲を最後まで歌うことができ、逆に“ささらなかった”場合は、そこで曲はストップする。ターゲットとなる人の手元には“ささるボタン”と“ささらないボタン”が用意され判定が行われる。5人は得意の楽曲を歌い切るために、ターゲットとする人の年齢・経歴・音楽の好みなどを質問しながらトークを展開して、どんな楽曲が“ささる”のかを考え抜いて選曲を行う。第22回よりスタートした。

## ネット局と放送時間
| 放送対象地域   | 放送局                    | 系列           | 放送時間（JST）      | ネット状況・備考・脚注 |
| -------------- | ------------------------- | -------------- | -------------------- | ---------------------- |
| 関東広域圏     | フジテレビ（CX）          | フジテレビ系列 | 月曜日 23:00 - 23:40 | 【制作局】             |
| 北海道         | 北海道文化放送（uhb）     | フジテレビ系列 | 月曜日 23:00 - 23:40 | 同時ネット             |
| 岩手県         | 岩手めんこいテレビ（mit） | フジテレビ系列 | 月曜日 23:00 - 23:40 | 同時ネット             |
| 宮城県         | 仙台放送（OX）            | フジテレビ系列 | 月曜日 23:00 - 23:40 | 同時ネット             |
| 秋田県         | 秋田テレビ（AKT）         | フジテレビ系列 | 月曜日 23:00 - 23:40 | 同時ネット             |
| 山形県         | さくらんぼテレビ（SAY）   | フジテレビ系列 | 月曜日 23:00 - 23:40 | 同時ネット             |
| 福島県         | 福島テレビ（FTV）         | フジテレビ系列 | 月曜日 23:00 - 23:40 | 同時ネット             |
| 新潟県         | NST新潟総合テレビ（NST）  | フジテレビ系列 | 月曜日 23:00 - 23:40 | 同時ネット             |
| 長野県         | 長野放送（NBS）           | フジテレビ系列 | 月曜日 23:00 - 23:40 | 同時ネット             |
| 静岡県         | テレビ静岡（SUT）         | フジテレビ系列 | 月曜日 23:00 - 23:40 | 同時ネット             |
| 富山県         | 富山テレビ（BBT）         | フジテレビ系列 | 月曜日 23:00 - 23:40 | 同時ネット             |
| 石川県         | 石川テレビ（ITC）         | フジテレビ系列 | 月曜日 23:00 - 23:40 | 同時ネット             |
| 福井県         | 福井テレビ（FTB）         | フジテレビ系列 | 月曜日 23:00 - 23:40 | 同時ネット             |
| 中京広域圏     | 東海テレビ（THK）         | フジテレビ系列 | 月曜日 23:00 - 23:40 | 同時ネット             |
| 近畿広域圏     | 関西テレビ（KTV）         | フジテレビ系列 | 月曜日 23:00 - 23:40 | 同時ネット             |
| 島根県・鳥取県 | 山陰中央テレビ（TSK）     | フジテレビ系列 | 月曜日 23:00 - 23:40 | 同時ネット             |
| 岡山県・香川県 | 岡山放送（OHK）           | フジテレビ系列 | 月曜日 23:00 - 23:40 | 同時ネット             |
| 広島県         | テレビ新広島（tss）       | フジテレビ系列 | 月曜日 23:00 - 23:40 | 同時ネット             |
| 愛媛県         | テレビ愛媛（EBC）         | フジテレビ系列 | 月曜日 23:00 - 23:40 | 同時ネット             |
| 高知県         | 高知さんさんテレビ（KSS） | フジテレビ系列 | 月曜日 23:00 - 23:40 | 同時ネット             |
| 福岡県         | テレビ西日本（TNC）       | フジテレビ系列 | 月曜日 23:00 - 23:40 | 同時ネット             |
| 佐賀県         | サガテレビ（sts）         | フジテレビ系列 | 月曜日 23:00 - 23:40 | 同時ネット             |
| 長崎県         | テレビ長崎（KTN）         | フジテレビ系列 | 月曜日 23:00 - 23:40 | 同時ネット             |
| 熊本県         | テレビ熊本（TKU）         | フジテレビ系列 | 月曜日 23:00 - 23:40 | 同時ネット             |
| 鹿児島県       | 鹿児島テレビ（KTS）       | フジテレビ系列 | 月曜日 23:00 - 23:40 | 同時ネット             |
| 沖縄県         | 沖縄テレビ（OTV）         | フジテレビ系列 | 月曜日 23:00 - 23:40 | 同時ネット             |

## スタッフ
- ナレーション：半田裕典（2019年4月-）
- 構成：遠藤察男／酒井健作、藤谷弥生（藤谷→2019年4月-）
- 美術プロデューサー：木村文洋
- デザイン：鈴木賢太（フジテレビ）
- アートコーディネーター：林勇
- 大道具：裏隠居徹、鎌田大祐
- 装飾：門間誠
- アクリル装飾：犬塚健
- 植木装飾：後藤健
- 電飾：白鳥雄一
- メイク：尚司芳和
- スタイリスト：倉科裕子
- CG：松下剛士
- イラスト：榊原一樹、伊藤高徳（週替り）
- CAM：中村唯呂、江藤新次郎、谷口知己、塚本達郎（共同テレビ）、畠中宏、佐藤智幸、小笠原弘典、中牟田靖（週替り）
- VE：金子英樹、石井徹、小貫毅（共同テレビ）、加藤佑哉、翼亮人、永野大介（週替り）
- 音声：安澤貴幸（共同テレビ）、小室絢楓、福田有希（週替り）
- 照明：渡辺啓史、岡崎弥生（週替り）
- 編集：渡邉敬、猪狩賢一、中川直喜（週替り）
- MA：内田昭弘、佐藤浩二（週替り）
- 音響効果：松下俊彦
- TK：安富弘江
- タイトル撮影：優旬
- リサーチ：信永邦明、島津宏貴（島津→途中から、以前は構成）、市川拓実（市川→途中から）
- 協力：ケーテン（ケーテ→2019年4月- ）、フジアール、fmt、共同テレビ映像制作部、エフ・セブン、T・P・BRAlN、三慶サービス
- 広報宣伝：北村桃子（フジテレビ）
- ホームページ：齋藤由香
- 営業推進：佐藤三保子（フジテレビ）
- スチール：半田一道、中川穣（週替り）
- 編成企画：佐藤未郷（フジテレビ）
- 制作スタッフ：高橋明日香、平野一樹、長谷川万季、今井彩人、棚橋廉、西本賢(賀)一、西田詠一、酒井春名、桂木友梛、豊永大、河原木萌（週替り）
- AP：澤田和平、松井亜美（松井→2019年4月29日-）
- 制作進行：内田和之
- ディレクター：菅井秀一、松本博樹、菅野智、鈴木剛、岩橋正憲、新谷辰雄、岩野直人、畑川渉、新居わかや、吉村慶介、堀雅哉、有川崇、加藤浩明、畠山拓真、稲垣知宏、長山孝太郎、高山賢一、藏本泰輔、水元とおる（週替り）
- アソシエイトプロデューサー：大久保恵司（2018年12月-）、宮本篤史（宮本→2019年1月-）
- 演出：小松伸一（2019年4月-）
- プロデューサー：関卓也、深野和伸（共に共同テレビ）
- 協力：Arrival
- 制作協力：共同テレビ
- 制作著作：フジテレビ

### 過去のスタッフ
- ナレーション：山中まどか（2018年4月16日 - 2019年3月18日）
- 構成：堀雅人、興津豪乃（興津→2019年4月-）
- リサーチ：高森雄幸、町田直也、西沢あつと（町田→第2回-、町田・西沢→共に以前は構成）
- 広報宣伝：鈴木文太郎（フジテレビ）
- 営業推進：鈴木聖未（フジテレビ）
- 編成企画：東園基臣、情野誠人（フジテレビ）
- 制作スタッフ：根本成実
- アソシエイトプロデューサー：松本明美（2019年1月-）
- 協力プロデューサー：小松純也（共同テレビ）
- 演出：岡宗秀吾